# 화계초등학교 성동분교
화계초등학교 성동분교는 대한민국 강원특별자치도 홍천군 북방면 성동리에 있었던 공립 초등학교이다.

## 연혁
- 1953년 3월 13일 성동국민학교 설립인가
- 1996년 3월 1일 성동초등학교로 개칭
- 1999년 9월 1일 화계초등학교 성동분교로 개칭
- 2013년 3월 1일 폐교